# Verwaltungsgemeinschaft Hörsel

Lage der ehemaligen Verwaltungsgemeinschaft im Landkreis Gotha

Die Verwaltungsgemeinschaft Hörsel war eine Verwaltungsgemeinschaft im thüringischen Landkreis Gotha. Der Sitz der 70,46 km² großen und zuletzt 4908 Einwohner (Stand: 31. Dezember 2010) zählenden Verwaltungsgemeinschaft war Hörselgau.

## Geschichte
Die Verwaltungsgemeinschaft wurde am 18. März 1994 durch einen Zusammenschluss von sieben Gemeinden zur Erledigung ihrer Verwaltungsgeschäfte gegründet. An der Gründung beteiligt waren die sieben zum damaligen Zeitpunkt selbstständigen Gemeinden Aspach, Fröttstädt, Hörselgau, Laucha, Mechterstädt, Teutleben und Trügleben. Ihr war die Thüringer Verordnung über die Bildung der Verwaltungsgemeinschaft Hörsel vom 21. Februar 1994 (GVBl S. 291) zur Verwaltungsvereinfachung vorausgegangen. Die Verwaltungsgemeinschaft führt den Namen des gleichnamigen Flusses Hörsel und hat ihren Sitz in Fröttstädt. Die Verwaltungsgemeinschaften Hörsel-Asse und Laucha-Mechterstädt wurden im Zuge der Neugründung aufgelöst.
Die Thüringer Verordnung über die Erweiterung der Verwaltungsgemeinschaft Hörsel vom 10. August 1995 (GVBl S. 297) ermöglichte es, dass die Verwaltungsgemeinschaft zum 23. September 1995 um die Gemeinde Metebach erweitert werden konnte. Das Thüringer Gesetz zur Neugliederung kreisangehöriger Gemeinden (Thüringer Gemeindeneugliederungsgesetz - ThürGNGG -) vom 23. Dezember 1996 regelte, dass die Verwaltungsgemeinschaft zum 1. Januar 1997 um die bis dahin der Verwaltungsgemeinschaft Nessetal angehörigen Gemeinden Ebenheim und Weingarten erweitert werden konnte.
Durch die Thüringer Verordnung über die Änderung des Sitzes der Verwaltungsgemeinschaft Hörsel vom 20. Oktober 2003 (GVBl S. 488) erteilte das Thüringer Innenministerium der Verwaltungsgemeinschaft ihr Einvernehmen zur Verlegung ihres Sitzes von der Gemeinde Fröttstädt in die Gemeinde Hörselgau zum 7. November 2003.
Am 16. November 2011 hatte der Thüringer Landtag das Thüringer Gesetz zur freiwilligen Neugliederung kreisangehöriger Gemeinden im Jahr 2011 mehrheitlich zugestimmt. Damit konnte die Verwaltungsgemeinschaft Hörsel zum 1. Dezember 2011 aufgelöst und durch einen freiwilligen Zusammenschluss der zehn Gemeinden Aspach, Ebenheim, Fröttstädt, Hörselgau, Laucha, Mechterstädt, Metebach, Teutleben, Trügleben und Weingarten die Landgemeinde Hörsel neu gebildet werden.

## Einwohnerentwicklung
Entwicklung der Einwohnerzahl (jeweils 31. Dezember):
| - 1994 – 4624 - 1995 – 4831 - 1996 – 4917 - 1997 – 5376 | - 1998 – 5399 - 1999 – 5389 - 2000 – 5360 - 2001 – 5345 | - 2002 – 5304 - 2003 – 5285 - 2004 – 5259 - 2005 – 5204 | - 2006 – 5170 - 2007 – 5082 - 2008 – 5061 - 2009 – 4981 | - 2010 – 4908 |

Datenquelle: Thüringer Landesamt für Statistik

## Verwaltungsgemeinschaftsvorstand
- 1994–1999: Evelin Groß (CDU)
- ????–????: Dieter Specht (SPD)
- ????–2011: Werner Oppermann (parteilos)